# Brasile ai XVI Giochi olimpici invernali
Il Brasile fece il suo esordio ai giochi olimpici invernali ad Albertville in occasione dei XVI Giochi olimpici invernali, che si sono svolti dall'8 al 23 febbraio 1992, con una delegazione di sette atleti.

## Sci alpino
| Gare maschili   |                         |           |           |              |           |
| Gara            | Atleta                  | 1° manche | 2° manche | Tempo totale | Posizione |
| Discesa Libera  | Lothar Christian Munder | -         | -         | 2:07.34      | 41°       |
| Supergigante    | Lothar Christian Munder | -         | -         | 1:21.07      | 55°       |
| Supergigante    | Sérgio Schuler          | -         | -         | 1:27.41      | 75°       |
| Supergigante    | Marcelo Apovian         | -         | -         | 1:27.87      | 76°       |
| Supergigante    | Hans Egger              | -         | -         | 1:35.88      | 86°       |
| Slalom gigante  | Sérgio Schuler          | 1:22.31   | 1:20.30   | 2:42.61      | 64°       |
| Slalom gigante  | Marcelo Apovian         | 1:23.07   | 1:24.97   | 2:48.04      | 73°       |
| Slalom gigante  | Hans Egger              | 1:27.47   | DNF       |              |           |
| Slalom gigante  | Fábio Igel              | 1:28.83   | DNF       |              |           |
| Slalom speciale | Hans Egger              | 1:11.95   | 1:12.56   | 2:24.51      | 48°       |
| Slalom speciale | Robert Scott Detlof     | 2:06.00   | 1:12.58   | 3:18.58      | 63°       |
| Slalom speciale | Marcelo Apovian         | DNF       |           |              |           |
| Slalom speciale | Sérgio Schuler          | DNF       |           |              |           |
| Gara            | Atleta                  | DL        | SL        | Totale       | Posizione |
| Combinata       | Lothar Christian Munder | 1:57.01   | DNF       |              |           |
| Gare femminili  |                         |           |           |              |           |
| Supergigante    | Evelyn Schuler          | -         | -         | 1:48.74      | 48°       |
| Slalom gigante  | Evelyn Schuler          | 1:26.62   | 1:31.70   | 2:58.32      | 40°       |